# Bart Westerlaken
Bart Westerlaken (Amsterdam, 27 april 1977) is een Nederlands filmcomponist.

## Biografie
Bart Westerlaken is geboren in 1977 te Amsterdam en dit is tevens zijn huidige werkplek. Afgestudeerd aan de Filmacademie in Amsterdam als cameraman. Tijdens zijn studie werkte hij samen met klasgenoot Diederik van Rooijen aan eindexamenfilms. Hij begon zijn carrière naast cameraman ook muziek voor de films te componeren en na vijf jaar koos hij definitief voor het vak van componist. Zijn eerste grote opdracht was de televisieserie Parels & Zwijnen. Westerlaken won in 2008 een prijs op het 'Brooklyn International Filmfestival' met de film Panman: Rhythm of the Palms in de categorie: Beste originele filmmuziek. Naast een groot deel van de soundtrack schreef hij samen met Sander Burger het scenario van de film Koning van Katoren. Ook componeerde hij de originele muziek van de televisieserie Penoza die liep van 2010 tot en met 2017, plus diverse remakes in bijvoorbeeld Polen: Krew z Krwi en Zweden: Gåsmamman. De Nederlandse serie werd definitief afgesloten in 2019 met de speelfilm Penoza: The Final Chapter waarvoor hij een Buma Award kreeg. De muziek van Westerlaken was ook te horen in de series Het geheime dagboek van Hendrik Groen en Stanley H. beide geregisseerd door Tim Oliehoek en de internationale productie Heirs of the Night (Nederlands: Vampieren in de nacht) van Diederik van Rooijen. Ook in diverse musea als het Nederlands Militair museum in Soesterberg en The Roman Villa Museum en The Emily Hobhouse Museum in het Verenigd Koninkrijk is zijn muziek te horen.

## Filmografie

### Film
- 2002: Zicht op Rupert
- 2006: Olivier etc.
- 2006: Sinterklaas en het Uur van de Waarheid
- 2007: Panman: Rhythm of the Palms
- 2009: Bollywood Hero
- 2009: Stella's oorlog
- 2009: Zara
- 2012: Taped
- 2012: Koning van Katoren (met Francesco De Luca, Alessandro Forti en Konrad Koselleck)
- 2013: Daglicht
- 2013: Love Eternal
- 2013: Een tweede kans
- 2014: T.I.M. (internationale titel: The Incredible Machine)
- 2014: Geraakt
- 2016: Strike a Pose
- 2017: Off Track
- 2017: Get Lost!
- 2019: Penoza: The Final Chapter
- 2025: undisclosed Disney+ project

### Korte films
- 2001: De bovenman
- 2001: Chalk
- 2002: Vakantiefilm BV
- 2002: A Funeral for Mr. Smithee
- 2003: Babyphoned
- 2003: Ons Waterloo
- 2005: Mass'
- 2005: De bode
- 2006: Dummy
- 2006: Penvriendin
- 2006: Genji
- 2007: Basta
- 2007: Een trui voor kip Saar
- 2008: De Lift 2 - First Floor
- 2009: Alex in Amsterdam
- 2009: Arie
- 2011: Mina Moes
- 2014: Daan Durft
- 2016: Cas
- 2018: Ga niet naar zee
- 2019: Narcissus Revisited
- 2024: Pica & Morsel

### Televisie
- 2005-2008: Parels & Zwijnen
- 2010-2017: Penoza (vijf seizoenen)
- 2012: Krew z Krwi (vijf seizoenen)
- 2015-2016: Gåsmamman (vijf seizoenen)
- 2016: Project Orpheus
- 2017-2019: Het geheime dagboek van Hendrik Groen (twee seizoenen)
- 2019: Stanley H.
- 2019-2020: Heirs of the Night (twee seizoenen, met Stein Berge Svendsen)
- 2021: Thuisfront
- 2023: De stamhouder
- 2023: Anoniem
- 2024: Sphinx
- 2025: undisclosed Amazon Prime project

- Gemeinsame Normdatei: 141959150
- International Standard Name Identifier: 0000 0001 0402 928X
- Nederlandse Thesaurus van Auteursnamen: 380714116
- Virtual International Authority File: 155532308
- WorldCat: E39PBJgHghYBrTKyXvkdw4t7pP